# Arctodium planum
Arctodium planum är en skalbaggsart som beskrevs av Blanchard 1850. Arctodium planum ingår i släktet Arctodium och familjen Glaphyridae. Inga underarter finns listade.